# Agroportal

Logótipo do Agroportal desde 2016

O Agroportal - a porta para a agricultura e o mundo rural (www.agroportal.pt) é um sítio de internet que reúne a informação relevante sobre agricultura. Tem um foco na Política Agrícola Comum e a sua aplicação em Portugal.
Está registado como órgão de comunicação social, com o número de registo 127623.

## História
Criado a 1 de Dezembro de 1999, por Carlos Mattamouros Resende, foi ganhando uma larga adesão passando a ser a homepage de muitos dos agricultores Portugueses. Estava vocacionado para os setores da agricultura, pecuária, floresta, agro-indústria, ambiente e desenvolvimento rural, pretendeu preencher um espaço até então inexistente e dar visibilidade ao setor agrário nacional na Internet, potenciando a utilização das novas tecnologias de informação por parte dos seus agentes.
Após 15 anos de atividade ininterrupta, o Agroportal cessou a atividade no fim do mês de novembro de 2014.
Voltou a estar online e ativo a partir de 16 de outubro de 2016. Contou neste relançamento, com uma nova imagem e nova tecnologia, novos conteúdos e uma nova equipa. O www.agroportal.pt quer ser a fonte de informação que ajudará o setor a ser cada vez mais forte.

## Relançamento
Desde 16 de outubro de 2016 que o Agroportal conta com um novo proprietário, José Diogo Albuquerque, com o objetivo de informar e alertar os agricultores das alterações de políticas, das flutuações nos mercados, das novidades tecnológicas, da situação de emprego, entre outros. É também uma fonte de informação para quem está fora do setor. 
No relançamento foi traçado o objetivo de alcançar sessenta mil utilizadores em 2020. Em setembro de 2019 esse objetivo foi alcançado com o recorde de 66 214 utilizadores.
Segundo os dados do SimilarWeb, o Agroportal assume desde setembro de 2019 o primeiro lugar nos sítios de internet exclusivamente dedicados à agricultura. Em março de 2020 assume a liderança dos sites relacionados com agricultura em Portugal no número de visitas mensal. Segundo a empresa, alcança 1% da população portuguesa em março de 2020 e atinge um recorde diário de mais de 11 700 utilizadores num só dia. Segundo relatório anual de 2020 da empresa, o Agroportal alcançou em 2020 o milhão de utilizadores, crescendo 150% face a 2019 e mais de 2 milhões e 300 mil páginas visitadas. O recorde mensal foi atingido em dezembro de 2020 com 135 465 utilizadores únicos.